# Smolensk Strait
Die Smolensk Strait (bulgarisch проток Смоленск protok Smolensk) ist eine 18,4 km breite Meerenge im Archipel der Südlichen Shetlandinseln. Sie liegt zwischen dem Macaroni Point am nordöstlichen Ende von Deception Island und dem Barnard Point an der Roschen-Halbinsel der Livingston-Insel.
Britische Wissenschaftler kartierten sie 1968, spanische 1991. Die bulgarische Kommission für Antarktische Geographische Namen benannte sie 2012. Der Benennungshintergrund ist, dass sich hier der russische Seefahrer Fabian Gottlieb von Bellingshausen und der US-amerikanische Robbenfängerkapitän Nathaniel Palmer am 6. Februar 1821 getroffen hatten und ersterer die Livingston-Insel in Erinnerung an die Schlacht um Smolensk im Jahr 1812 benannt hatte.